# Поповка (деревня, Можайский городской округ)
Поповка — деревня в Можайском районе Московской области в составе Порецкого сельского поселения. Численность постоянного населения по Всероссийской переписи 2010 года — 20 человек. До 2006 года Поповка входила в состав Порецкого сельского округа.
Деревня расположена на северо-западе района, примерно в 38 км от Можайска, на левом берегу Москва-реки, высота центра над уровнем моря 221 м. Ближайшие населённые пункты — Глядково на востоке, Рассолово на юго-востоке и Митино на западе.
В деревне располагается этнокультурный центр «Колосвет», который занимается возрождением славянских обрядов.